# Vester Nejsig
Vester Nejsig er en gård der ligger i Øster Hassing Sogn, Kær Herred, Ålborg Amt, Hals Kommune. Den kendes tilbage til 1559 som  Nessj, og i 1664 som  Wester Neiszøe. Den nuværende hovedbygning er opført i 1875.
Vester Nejsig Gods er på 263,3 hektar med Hølund

## Ejere af Vester Nejsig
- (1559-?) Gettrup Hovedgård
- (1845-?) Jens Larsen
- (1864-1891) Otto Frederik Ludvig Schiøtz
- (1891-1896) Cecilie Marie Ammnitzbøll gift Schiøtz
- (1896-1945) Anders Christian Pedersen
- (1945-1977) Helmer Mellergaard Pedersen (søn)
- (1977-1985) Helmer Mellergaard Pedersen / Carl Christian Mellergaard Pedersen (søn)
- (1985-) Carl Christian Mellergaard Pedersen